# 辯天島 (臺灣)
辯天島位於台灣台南市官田區的烏山頭水庫內，是水庫內的一座湖中島。該島因供奉辯才天（日本七福神之一）而得名，為烏山頭水庫的重要景點之一。

## 地理概述
辯天島位於烏山頭水庫的中央位置，四周被湖水環繞，湖光山色優美。該島面積不大，但擁有豐富的自然生態，常見水鳥、魚類及水生植物。由於島嶼位置適中，亦成為遊客乘船遊覽水庫時的重要停靠點。

## 歷史與文化
辯天島的名稱源自於日治時期（1895－1945年），當時日人於島上興建神社，供奉辯才天，以祈求水庫蓄水順利及地方平安。八田與一在興建烏山頭水庫時，也曾參考日本水利設計理念，因此該島的宗教文化深受日本影響。
隨著時代變遷，神社部分建築已不復存在，但辯才天的信仰仍持續影響當地。如今，水庫管理單位於島上設有休憩設施，讓遊客可登島參觀。

## 觀光與旅遊
辯天島是烏山頭水庫風景區的重要景點之一，遊客可搭乘水庫內的遊船前往，沿途欣賞湖泊風光。島上設有涼亭、步道，並可遠眺水庫壯麗景色。由於島嶼環境清幽，吸引許多攝影愛好者與自然生態研究者造訪。

## 交通方式
- 遊船前往：可於烏山頭水庫遊客中心搭乘遊覽船前往辯天島，船程約15分鐘。
- 自行車路線：遊客可沿著水庫環湖自行車道騎行，至碼頭搭乘遊船。
- 自駕前往：開車至烏山頭水庫風景區，於園區內搭船至辯天島。